# Revestiment topològic
Siguin {\displaystyle X} i {\displaystyle Y} dos espais topològics: 
una aplicació contínua surjectiva
{\displaystyle p:Y\rightarrow X} és un 
revestiment topològic
si cada punt 
{\displaystyle x\in X}
té un entorn obert {\displaystyle {\mathcal {U}}}
tal que la restricció de
{\displaystyle p} a cada component connexa
{\displaystyle {\mathcal {V}}_{e}}
de
{\displaystyle p^{-1}({\mathcal {U}})} és un 
homeomorfisme de {\displaystyle {\mathcal {V}}_{e}} sobre
{\displaystyle {\mathcal {U}}}.
Recordem que 
una aplicació contínua 
{\displaystyle p:Y\rightarrow X}
té la 
propietat de l'elevament de les corbes
si, per a cada corba
{\displaystyle \gamma :[0,1]\rightarrow X} e cada 
{\displaystyle y\in p^{-1}(\gamma (0))}
existeix una corba 
{\displaystyle {\tilde {\gamma }}:[0,1]\rightarrow Y}
tal que {\displaystyle p\circ {\tilde {\gamma }}=\gamma } e {\displaystyle {\tilde {\gamma }}(0)=y}.
El resultat següent és estàndard:
(vegeu per exemple KLA, secció 9.3):
Un homeomorfisme local
surjectiu 
entre dos
espais topològics
és un revestiment topològic
si i només si té la propietat 
de l'elevament de les corbes.